# Joan Bialet i Massé
Joan Bialet i Massé (Argentona, 19 de juny Arxivat 2022-08-10 a Wayback Machine. de 1846 - Buenos Aires, 22 d'abril de 1907) fou un metge, advocat, agrònom i enginyer català. Fou l'artífex del primer gran dic-embassament d'Amèrica Llatina. El 1884 va promoure la Llei 1.420 de l'Argentina, per la qual, i per primer cop al món, l'ensenyament primari era públic, gratuït, mixt, neutral i laic, dels 6 als 14 anys.